# Encéphalopathie

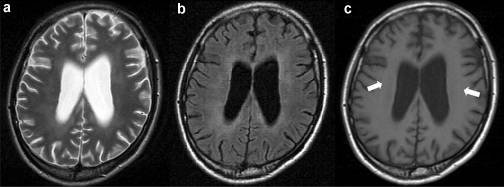
Encéphalopathie liée au VIH. L'imagerie IRM (séquence pondérée en T2, a) montre une atrophie, tandis que la séquence FLAIR (b) montre également une hyperintensité dans la zone périventriculaire ; au même endroit, une iso ou une légère hypointensité est évidente dans la séquence pondérée en T1.

Une encéphalopathie est une maladie de l'encéphale. Le mot a été formé par Louis Tanquerel des Planches au XIXe siècle à partir des racines grecques enkephalos (« cerveau ») et pathos (« ce qu'on éprouve, souffrance »).
Il désigne toute affection encéphalique d'origine toxique, dégénérative ou métabolique, par exemple l'encéphalopathie hépatique due à un dysfonctionnement du foie, ne faisant plus son rôle d'épuration, l’ammoniac n'est plus éliminé par celui-ci et entraîne des troubles cognitifs ou encore les encéphalopathies spongiformes à prions telles que la maladie de la vache folle ou la CWD.

## Symptômes
L'encéphalopathie peut se manifester par différents symptômes : céphalées, confusion, bradypsychie, somnolence, troubles de la conscience. 

## Formes cliniques
- Encéphalopathie de Wernicke
- Syndrome de Korsakoff
- Maladie de Marchiafava-Bignami
- Leuco-encéphalopathies (Leucoencéphalopathie multifocale progressive)
- Encéphalopathie spongiforme bovine
- Encéphalopathie mitochondriale
- Encéphalopathie hypertensive
- Encéphalopathies infectieuses
- Leucoaraiose, forme dégénérative, d'origine vasculaire.
- CADASIL, maladie génétique.